# 钽酸铅
钽酸铅是一种无机化合物，化学式为Pb(TaO3)2。它可由氧化铅和五氧化二钽反应制得。它的单晶可以在Pb2V2O7熔体中生长。它在氢气中加热，会被还原为铅和二氧化钽：
Pb(TaO3)2 + 2 H2 → Pb + 2 TaO2 + 2 H2O